# Iwan Weymarn
Iwan Iwanowicz Weymarn (ros. Иван Иванович Веймарн, ur. 1722, zm. 1792) – rosyjski generał-kwatermistrz.
Wziął udział w wojnie siedmioletniej. Mianowany głównodowodzącym wojsk rosyjskich na Syberii. Głównodowodzący wojsk rosyjskich stacjonujących w Warszawie od 1768. Wziął udział w tłumieniu konfederacji barskiej.